# Unblessing The Purity
Unblessing The Purity — мини-альбом группы Bloodbath, вышедший в 2008 году, после почти четырёхлетнего молчания. Это второй мини-альбом в истории группы, на первом также был на вокале Микаэль Окерфельдт. Этот миньон содержит уже 4 песни, общей продолжительностью более 15-ти минут. Над обложкой работал Дасти Петерсон, фотографии сделаны  Магнусом Йёнссоном, песни на этот раз написаны разными музыкантами. Кроме того, это первый релиз вышедший на лейбле Peaceville Records, издавался только на CD.

## Об альбоме
На Unblessing The Purity группа вновь предстала в обновлённом составе, с новым гитаристом Пером Содомайзером Эрикссоном и вернувшимся обратно вокалистом Микаэлем Окерфельдтом. После записи предыдущего альбома Nightmares Made Flesh, тогдашний вокалист Петер Тэгтгрен заявил, что в силу обстоятельств вынужден покинуть группу и не сможет с ней сотрудничать в дальнейшем, таким образом оставшись без вокалиста, группа объявляет кастинг, который ничего не даёт. Кроме того в 2006-м музыканты увольняют Дана Сванё
Весь новый материал записан в июне 2007-го, когда ещё не было известно имя нового вокалиста и гитариста. Запись велась на студии на студии "Fascination Street", продюсером альбома выступил Дэвид Кастилло совместно с самой группой. В музыкальном плане музыка приобрела более жесткое и плотное звучание, ещё более брутальный оттенок ему придают ударные партии барабанов, в которых теперь доминирует бласт-бит, но тем не менее музыка осталась такой же мелодичной, но всё такой же мрачной. Этот миньон приятно удивил всех тех, кто так долго ждал возвращение группы, он занял высокие позиции в чартах и получил довольно высокие оценки от музыкальных изданий и лестные отзывы критиков. Звучание теперь больше напоминало поляков Behemoth или американцев Morbid Angel, только в саунде осталось ещё немного шведской сырости, которая придаёт музыке группы индивидуальность.

## Список композиций
| №  | Название                                                                             | Длительность |
| -- | ------------------------------------------------------------------------------------ | ------------ |
| 1. | «Blasting The Virginborn» (музыка и слова - Йонас Ренксе)                            | 3:32         |
| 2. | «Weak Aside» (музыка и слова - Андерс Нюстрём)                                       | 4:14         |
| 3. | «Sick Salvation» (музыка - Пер Эрикссон, слова - Йонас Ренксе)                       | 3:21         |
| 4. | «Mouth Of Empty Praise» (музыка - Пер Эрикссон и Йонас Ренксе, слова - Йонас Ренксе) | 4:31         |

## Участники записи
- Микаэль Окерфельдт - вокал
- Йонас Ренксе – бас, бэк-вокал
- Андерс Нюстрём – гитара, бэк-вокал
- Мартин Аксенрот - ударные
- Пер Содомайзер Эрикссон - гитары